# Horka II
Pour les articles homonymes, voir Horka (homonymie).
Horka II (en allemand : Horka) est une commune du district de Kutná Hora, dans la région de Bohême-Centrale, en République tchèque. Sa population s'élevait à 392 habitants en 2020.

## Géographie
Horka II est arrosée par la Sázava et se trouve à 3 km à l'est-sud-est de Zruč nad Sázavou, à 27 km au sud-sud-ouest de Kutná Hora et à 63 km au sud-est de Prague.
La commune est limitée par Dolní Pohleď et Pertoltice au nord, par Vlastějovice à l'est, par Loket et Bernartice au sud, et par Hulice et Zruč nad Sázavou à l'ouest.

## Histoire
La première mention écrite de la localité date de 1305.

## Administration
La commune se compose de cinq quartiers :
- Horka II
- Buda
- Čejtice
- Hrádek
- Onšovec